# Begum Pur
Begum Pur es una ciudad censal situada en el distrito de Delhi noroeste,  en el territorio de la capital nacional,  Delhi (India). Su población es de 53682 habitantes (2011). 

## Demografía
Según el censo de 2011 la población de Begum Pur era de 53682 habitantes, de los cuales 29039 eran hombres y 24643 eran mujeres. Begum Pur tiene una tasa media de alfabetización del 81,09%, inferior a la media estatal del 86,21%: la alfabetización masculina es del 88,63%, y la alfabetización femenina del 73,06%.